# Parque nacional Vuntut
El Parque nacional Vuntut es un parque nacional canadiense situado en el norte de Yukón, Canadá. Se creó en 1995 y tiene un área de 4345 km². La ciudad más cercana es Old Crow.
El parque nacional Vuntut se encuentra junto a otro Parque nacional de Canadá, el Parque nacional Ivvavik. Además, el Refugio Nacional de Vida Silvestre del Ártico se encuentra justo al otro lado de la frontera, en Alaska, EE. UU.